# Polybioides
Polybioides (лат.) — род общественных ос семейства Vespidae. 6 видов. Усики 11-члениковые у самок и 12-члениковые у самцов. Первый метасомальный сегмент узкий.

## Распространение
Африка (2 вида), Юго-Восточная Азия (4 вида).

## Биология
Колонии ос полигинного вида Polybioides tabidus содержат от 259 до 5,773 ос и от 7 до 153 маток (0,2—18,9 % от общего населения семьи).

## Систематика
Около 6 видов (Kojima and Carpenter, 1997). Относится к трибе Ropalidiini.
- Polybioides angustus Van der Vecht, 1966
- Polybioides gracilis Van der Vecht, 1966
- Polybioides melainus Meade-Waldo, 1911
- Polybioides psecas du Buysson, 1913
- Polybioides raphigastra (de Saussure, 1854)
- Polybioides tabidus (Fabricius, 1781)